# PKP Telkol
PKP TELKOL sp. z o.o. – spółka powstała w 2014 pod nazwą PKP Utrzymanie sp. z o.o., w wyniku wydzielenia z TK Telekom spółka z o.o. zorganizowanej części przedsiębiorstwa, zajmującej się utrzymaniem w sprawności urządzeń telekomunikacyjnych, służących do bezpiecznego prowadzenia ruchu pociągów. Na przełomie lat 2017/2018 spółka połączyła się z PKP Budownictwo sp. z o.o. przejmując jej udziały. Kapitał zakładowy spółki wynosi 90 769 500 zł. Właścicielem 100% udziałów w PKP TELKOL spółka z o.o. są Polskie Koleje Państwowe S.A. 8 sierpnia 2022 spółka PKP Polskie Linie Kolejowe S.A. złożyła wniosek do Urzędu Ochrony Konkurencji i Konsumenta (UOKIK) o zgodę na przejęcie spółki PKP Telkol poprzez objęcie wszystkich udziałów w kapitale zakładowym.

## Działalność
PKP TELKOL zajmuje się specjalistycznymi usługami telekomunikacyjnymi i utrzymaniowymi dla sektora kolejowego.
Spółka prowadzi działalność w zakresie utrzymania:
- linii telekomunikacyjnych kablowych miedzianych, światłowodów, napowietrznych;
- urządzeń telekomunikacji przewodowej, radiokomunikacyjnych i specjalnych – głównie związanych z prowadzeniem ruchu pociągów;
- systemów dynamicznej informacji podróżnych.

Spółka świadczy usługi operatorskie: dzierżawę łączy analogowych, oraz usuwanie kolizji z istniejącą telekomunikacyjną infrastrukturą kolejową.
Ponadto PKP TELKOL oferuje usługi budowlane i remontowe, w zakresie projektowania i wykonawstwa systemów telekomunikacyjnych i infrastruktury teletechnicznej.

## Zarząd spółki
W spółce funkcjonuje Zarząd Spółki w składzie:
- Dariusz Wojciechowski – Prezes Zarządu.

## Siedziba
Centrala spółki mieści się w Warszawie ul. Szczęśliwieckiej 62.
Spółka posiada agendy terytorialne z siedzibami w 7 miastach Polski: Warszawie, Lublinie, Krakowie, Katowicach, Gdańsku, Wrocławiu i Poznaniu.
- Region Warszawa
- Region Kraków
- Region Poznań
- Region Gdańsk
- Region Katowice
- Region Lublin
- Region Wrocław[5]